# Murator
Murator – najpopularniejszy i najstarszy poradnik remontowo-budowlany w Polsce. Zawiera opisy i porady z zakresu zagadnień związanych z budową, remontem i wykończeniem domu, a także informacje o produktach i usługach na rynku budowlanym. Przedstawia produkty i technologie na każdą kieszeń. Murator prezentuje zarówno tradycyjne, jak i nowoczesne technologie. Magazyn zajmuje się także zagadnieniami prawa budowlanego oraz kwestiami finansowymi.
Murator skierowany jest do inwestorów indywidualnych, którzy planują lub realizują budowę domu lub jego modernizację czy remont.
Pismo adresowane jest do osób zainteresowanych tą tematyką zarówno zawodowo jak i prywatnie.